# Central Park Place
Central Park Place ist ein Wolkenkratzer in Manhattan in New York City, USA. Das Gebäude steht namensgebend unweit vom Central Park.

## Lage
Der Wohnturm befindet sich im Stadtteil Hell’s Kitchen (Midtown West) auf der West Side von Manhattan an der Eighth Avenue, Ecke 57th Street, die auch als Teil der Billionaires’ Row bekannt ist. In der Nähe befinden sich der Columbus Circle mit dem Deutsche Bank Center, der Broadway und das mit 472 m höchste Wohngebäude der Welt, der Super-Wolkenkratzer Central Park Tower. Im Turmsockel ist ein Eingang in die U-Bahn-Station 59th Street–Columbus Circle der New York City Subway untergebracht, die von den Linien  bedient wird.

## Beschreibung
Der Turm Central Park Place ist 191,4 Meter (628 Fuß) hoch, hat 56 Etagen und verfügt über 300 Eigentumswohnungen, darunter vier Penthäuser. Die Fassade besteht aus graugrünem Glas und Aluminiumplatten, deren Farbschema das Gebäude mit dem nahe gelegenen Central Park in Verbindung bringen soll. Die ersten sechs Stockwerke bilden den Sockel, der das gesamte Grundstück einnimmt. Ab der siebten Etage ist die Fassade an den beiden Straßenseiten zurückgesetzt. Die meisten Wohnungen haben aus der Fassade herausragende dreiseitige Erker und bei den obersten Stockwerken gibt es mehrere Balkone. Der Turm bietet für seine Bewohner ein Schwimmbad, einen Gesundheits- und Fitnessclub, einen Partyraum, einen Speisesaal und vier Gästewohnungen.
1982 begann der Bauherr William Zeckendorf Jr. mit der Planung des Gebäudes. Ursprünglich war der Turm als gemischt genutzte Bebauung mit Büroflächen und 310 Wohnungen vorgesehen. Wegen steigender Baukosten wurden mit Streichung der Büroflächen die Pläne geändert. Central Park Place wurde 1988 fertiggestellt und war innerhalb von zwei Jahren fast vollständig belegt.
Bekannte Bewohner von Central Park Place waren unter anderem Goldie Hawn, Kurt Russell, Gene Hackman und Al Pacino.

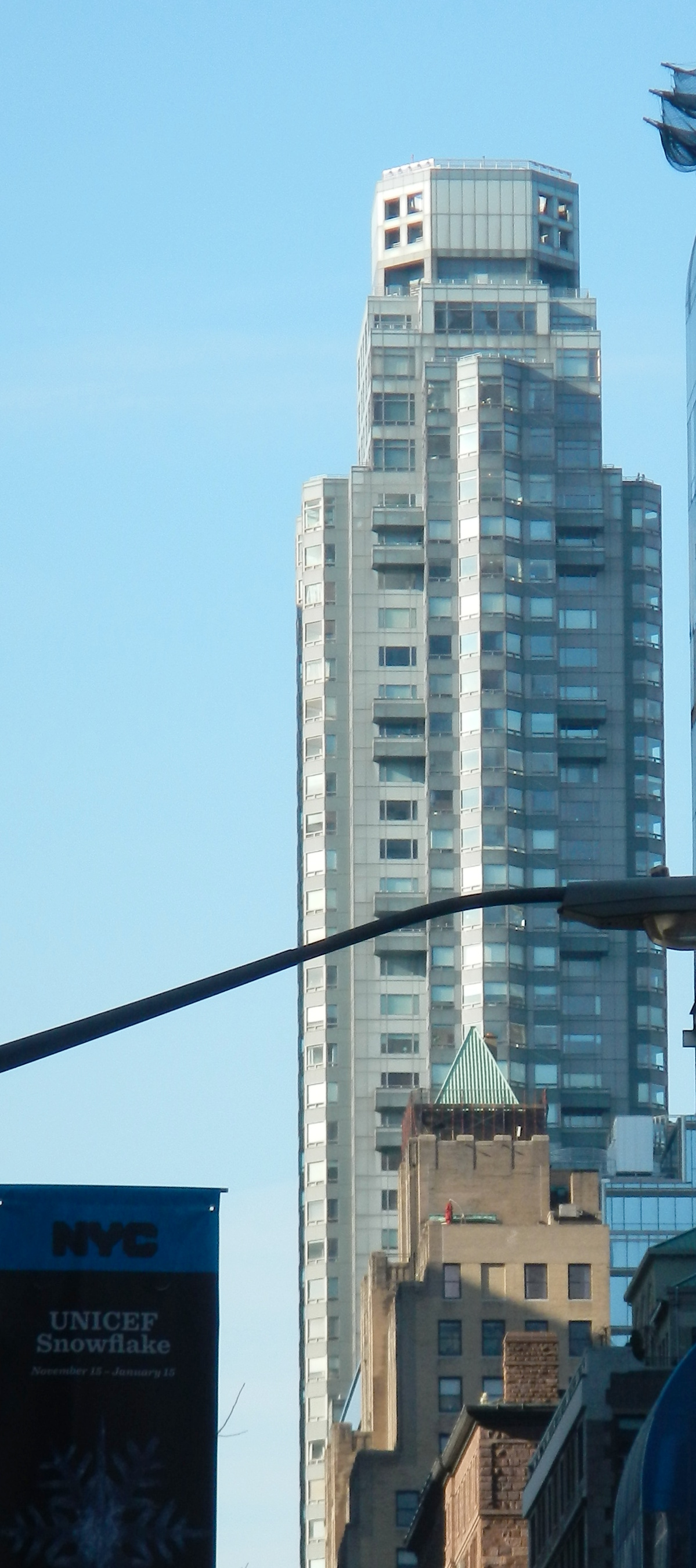
Central Park Place im Dezember 2012
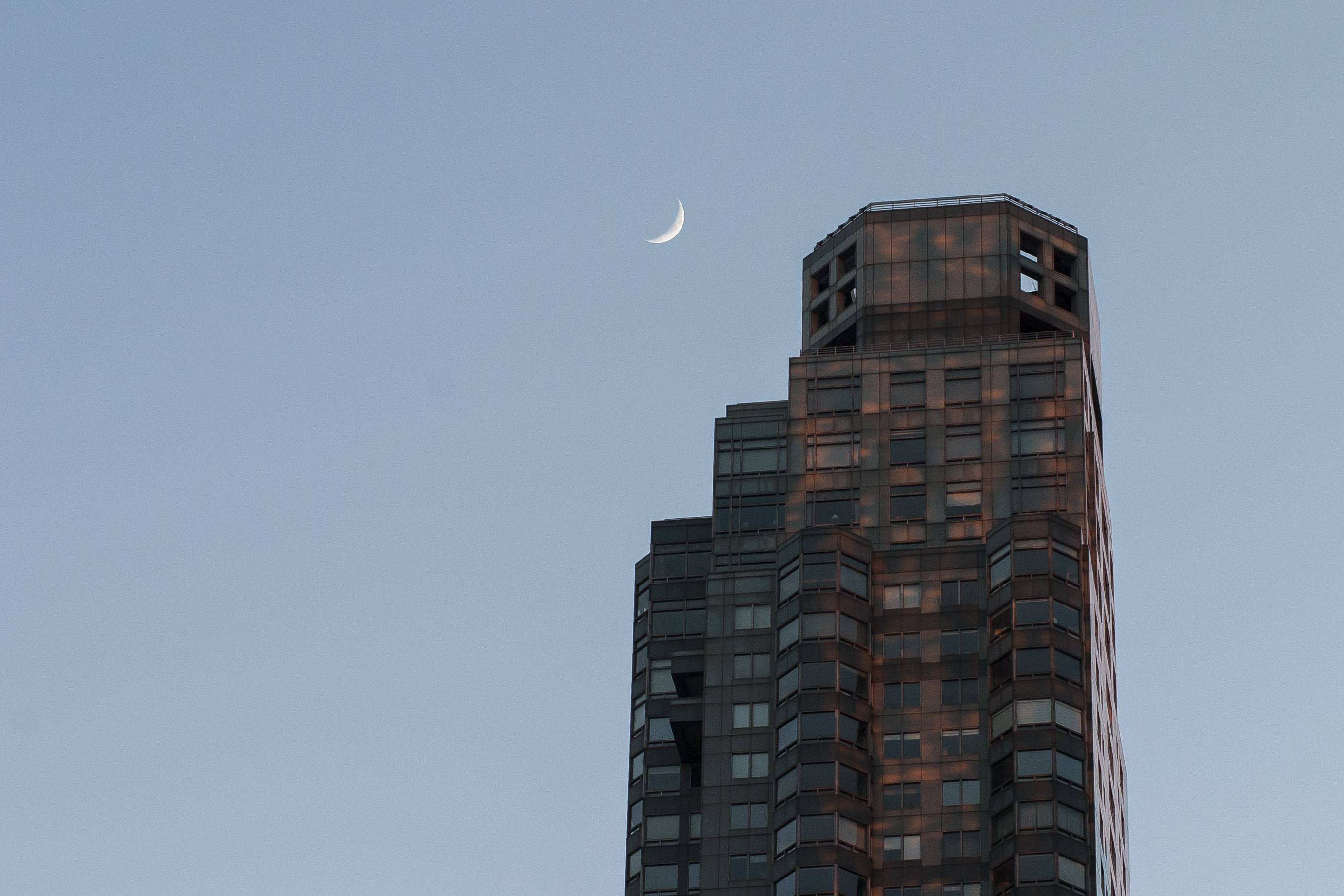
Oberste Etagen (2014)
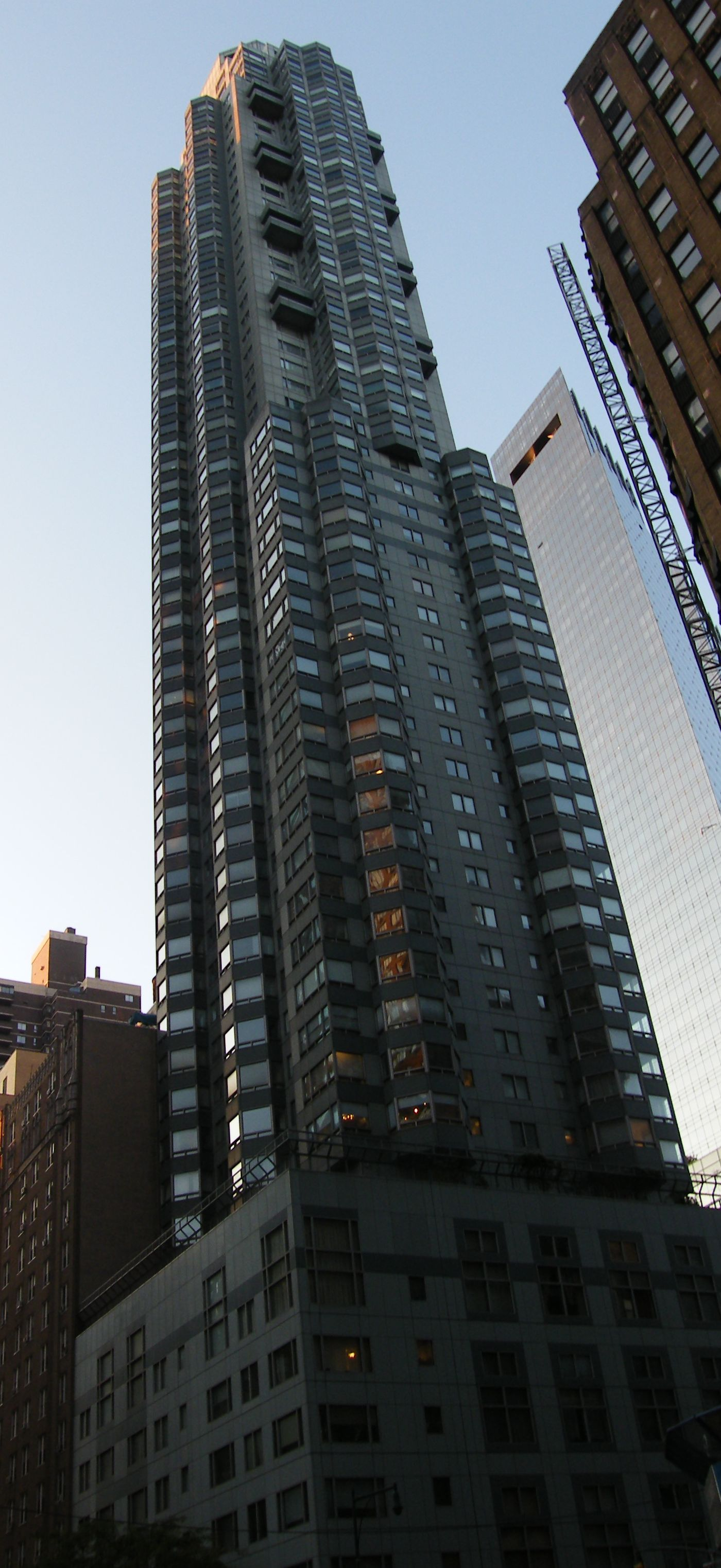
Ansicht von 2008